# Парковая улица (Павловск-2)
Па́рковая у́лица — улица в городе Пушкине (Пушкинский район Санкт-Петербурга). Проходит в районе Павловск-2 от Павловского шоссе до Железнодорожной улицы. Далее продолжается 90-метровым безымянным проездом до Фильтровского шоссе, проходящим под Витебской железнодорожной линией.
Парковая улица проходит в районе северной окраины Павловска-2 по границе Отдельного парка, отсюда происходит её название. В 1839 году по проекту садовода Ф. Лямина началось строительство Новопавловской дороги, которая прошла по Отдельному парку параллельно Павловскому шоссе. Она соединила Луговую дорогу и Старошалейную аллею, при этом участок Павловского шоссе, который вёл от дачи Малиновского (бывшего путевого дворца, разобран в 1960-х годах) до Павловска, был спрямлён. Часть Новопавловской дороги от Луговой дороги в настоящее время называется Верхней аллеей, а её отрезок, проходящий непосредственно у железной дороги, получил название Парковой улицы.
На участке от Главной улицы до Павловского шоссе Парковая улица является односторонней; по ней проходит соединение Павловска и Пушкина.

## Перекрёстки
- Павловское шоссе
- Павловская улица / Союзная улица
- Главная улица
- Железнодорожная улица